# Mistrzostwa Świata w Kolarstwie BMX 1997
2. Mistrzostwa świata w kolarstwie BMX 1997 odbyły się w kanadyjskim Saskatoon, w dniach 22–27 lipca 1997 roku. W programie znalazły się następujące konkurencje: wyścig elite i juniorów (oba zarówno dla kobiet, jak i mężczyzn) oraz cruiser juniorów i elite (tylko mężczyźni). W klasyfikacji medalowej zwyciężyli reprezentanci Francji zdobywając łącznie sześć medali, w tym dwa złote.

## Medaliści
| Konkurencja:          | Złoto:             | Srebro:           | Brąz:            |
| Klasyfikacja mężczyzn |                    |                   |                  |
| Elite                 | John Purse         | Greg Romero       | Matt Hadan       |
| Juniorzy              | Ivo Lakučs         | Thierry Fouilleul | Mickael Deldycke |
| Cruiser               | Christophe Lévêque | Neal Wood         | Dale Holmes      |
| Cruiser juniorzy      | Thierry Fouilleul  | Mickael Deldycke  | Kevin Royal      |
| Klasyfikacja kobiet   |                    |                   |                  |
| Elite                 | Michelle Cairns    | Karien Gubbels    | Marie McGilvary  |
| Juniorki              | Rachael Marshall   | Audrey Pichol     | Ellen Bollansee  |

## Tabela medalowa
| Miejsce | Państwo           | Złoto | Srebro | Brąz | Razem |
| ------- | ----------------- | ----- | ------ | ---- | ----- |
| 1       | Francja           | 2     | 3      | 1    | 6     |
| 2       | Stany Zjednoczone | 2     | 1      | 3    | 6     |
| 3       | Australia         | 1     | 0      | 0    | 1     |
|         | Łotwa             | 1     | 0      | 0    | 1     |
| 5       | Wielka Brytania   | 0     | 1      | 1    | 2     |
| 6       | Holandia          | 0     | 1      | 0    | 1     |
| 7       | Belgia            | 0     | 0      | 1    | 1     |